# FC UTA Arad
Asociația Fotbal Club UTA Arad, cunoscut sub numele de FC UTA Arad, UTA Arad, sau pe scurt UTA, este un club de fotbal profesionist din Arad, România, care evoluează în SuperLiga României. UTA este acronimul de la fosta Uzina Textilă Arad. Supranumită Bătrâna Doamnă a fotbalului românesc, este una dintre cele mai titrate echipe de fotbal din România. Echipa a câștigat de șase ori Campionatul și de două ori Cupa României.
Culorile tradiționale ale clubului sunt roșu și alb, Bătrâna Doamnă disputându-și meciurile de acasă pe Stadionul Francisc Neuman, care are o capacitate de 11.500 de locuri. UTA are o rivalitate aprigă cu Politehnica Timișoara, meciurile dintre cele două fiind cunoscute sub numele de Derbiul Vestului.

## Istoric

### Înființare și primele succese
Bătrâna Doamnă a fost înființată de baronul Francisc von Neuman, patronul Întreprinderii Textile Arad, la data de 18 aprilie 1945. Culorile clubului (alb - roșu) au fost alese asemenea echipei de fotbal Arsenal Londra, baronul Neuman fiind un mare admirator al acestei echipe.
„Era uite aici, pe colț, unde e platforma UTA. Unde e stadionul azi, vizavi. A ținut o ședință, erau mulți prieteni de-ai lui, ingineri, oameni de încredere. A zis că vrea să facă o echipă de fotbal, cine are un nume de propus? Cineva a zis Gloria, care nu mai era, altcineva a propus să fie ca fabrica: ITA. Doar era fabrica lor! Bun. Și ce culori să aibă echipa? După multe discuții s-a notat să fie alb cu verde. Nimeni nu știe azi că, pentru câteva minute, UTA a avut aceste culori: alb-verde. Atunci baronul, care avea în minte combinația alb cu roșu, ca la Arsenal, dar era atât de delicat încât nu voia să impună nimic, a fost salvat de cineva de la Comunitate care a zis că nu se poate «alb cu verde, pentru că sunt culori naziste». Oamenii s-au trezit și a rămas alb cu roșu, ca pe Highburry. Ca Highburry avea să fie și stadionul, doar că un pic mai mic.”—profesorul Dionisie Piros
Primul meci de fotbal al echipei nou înființate are loc la data de 27 mai 1945 în compania formației Banatul Sânnicolau Mic, scor 2-3. Componența primei echipe a fost: Tudor, Bocșa, Tamaș, Lingurar, Dvorszak, Szurdi, Găluț, Mărienuț, Haller, Coșniță, Brosovszky. Antrenori: Francisc Dvorszak, Joszef Szallay, Gheorghe Albu.

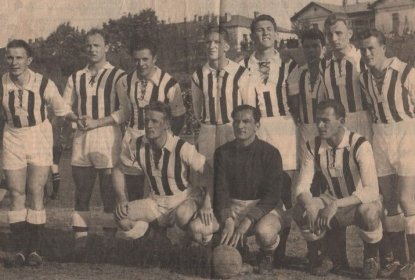
UTA Arad (1946–1947)

La 1 septembrie 1946 cu ocazia meciului I.T.A. - Ciocanul, scor 1-0, are loc inaugurarea stadionului din Arad, Stadionul Francisc von Neuman. La acea vreme fiind considerat cel mai frumos stadion din țară.
Clubul se înscrie în Campionatul Național de Fotbal, în ediția 1946/47, purtând numele I.T.A., inițialele întreprinderii. Prima participare, în primul eșalon fotbalistic, aduce și primul titlu de campioană, la o diferență de 11 puncte față de locul 2, ocupat de echipa Carmen București. Componența primei echipe campioane a fost: Alexandru Marky, Gyula Lóránt, Gheorghe Băcuț, Adalbert Pall, Alexandru Meszaros, Iosif Petschovski, Adalbert Kovacs, Ioan Reinhardt, Andrei Mercea, Ladislau Bonyhadi, Mátyás Tóth.
Ladislau Bonyhadi devine golgheterul campionatului cu 26 de goluri înscrise.
În ediția 1947/48, I.T.A. câștigă al doilea titlu de campioană, cu un impresionant golaveraj de 149 - 21, record nedoborât până astăzi și la care Ladislau Bonyhadi a contribuit cu 49 de goluri, de asemenea, un record neegalat. În această ediție câștigă și finala cupei împotriva echipei CFR Timișoara, scor 3-2. Echipa câștigătoare a cupei a fost: Alexandru Marky, Moise Vass, Zoltan Farmati, Gheorghe Băcuț, Adalbert Pall, Iosif Petschovski, Adalbert Kovacs, Ioan Reinhardt, Ladislau Bonyhadi, Ion Stiebinger, Nicolae „Coco” Dumitrescu.
În ediția 1948/49, I.T.A. se clasează pe locul IX.
În ediția 1950, sub denumirea de Flamura Roșie, câștigă un nou titlu de campioană. În același an se califică în finala Cupei României, dar pierde finala cu 1-3 în fața echipei CCA București. Echipa din finala cupei a fost: Alexandru Marky, (Ioan Katranicz), Moise Vass, Zoltan Farmati, Adalbert Pall, Ioan Reinhardt, Ladislau Băcuț, Silviu Boitoș, Mihai Carpineț, Iosif Petschovski, Andrei Mercea, Nicolae „Coco” Dumitrescu.
În anul 1951 se clasează pe locul IV, la finele competiției.
În anul 1952 ocupă locul VIII, iar în anul 1953 ocupă poziția a treia și câștigă o nouă ediție a Cupei României, împotriva CCA-ului București, scor 1-0. Echipa căștigătoare a cupei a fost: Francisc Kiss, Gavril Szücs, József Kapás, Zoltan Farmati, Mihai Carpineț, Gavril Serfözö, Nicolae Popa, Gheorghe Váczi, Adalbert Kovacs, Andrei Mercea, Nicolae „Coco” Dumitrescu, Mircea Popovici, Gheorghe Lupeș. Antrenor: Coloman Braun-Bogdan.
În anul 1954, sub conducerea antrenorului Braun-Bogdan, câștigă cel de-al patrulea titlu de campioană. Componența echipei campioane fiind: Francisc Kiss, Gavril Szücs, József Kapás, Dușan, Zoltan Farmati, Gavril Serfözö, Birău, Gheorghe Váczi, Ilie Don, Andrei Mercea, Nicolae „Coco” Dumitrescu.
În anul 1955 ocupă locul V la finele competiției, în anul 1956 ocupă locul VI, iar în ediția 1957/58 ocupă locul X.
În anul 1958 echipa își schimbă denumirea din Flamura Roșie în U.T.A. (Uzina Textilă Arad).
În următorii ani U.T.A. ocupă următoarele poziții la finele campionatului: 1958/59 - VIII, 1959/60 și 1960/61 - VII, 1961/62 - X, 1962/63 și 1963/64 - XI, 1964/65 - V.

### A doua  „Generație de Aur”

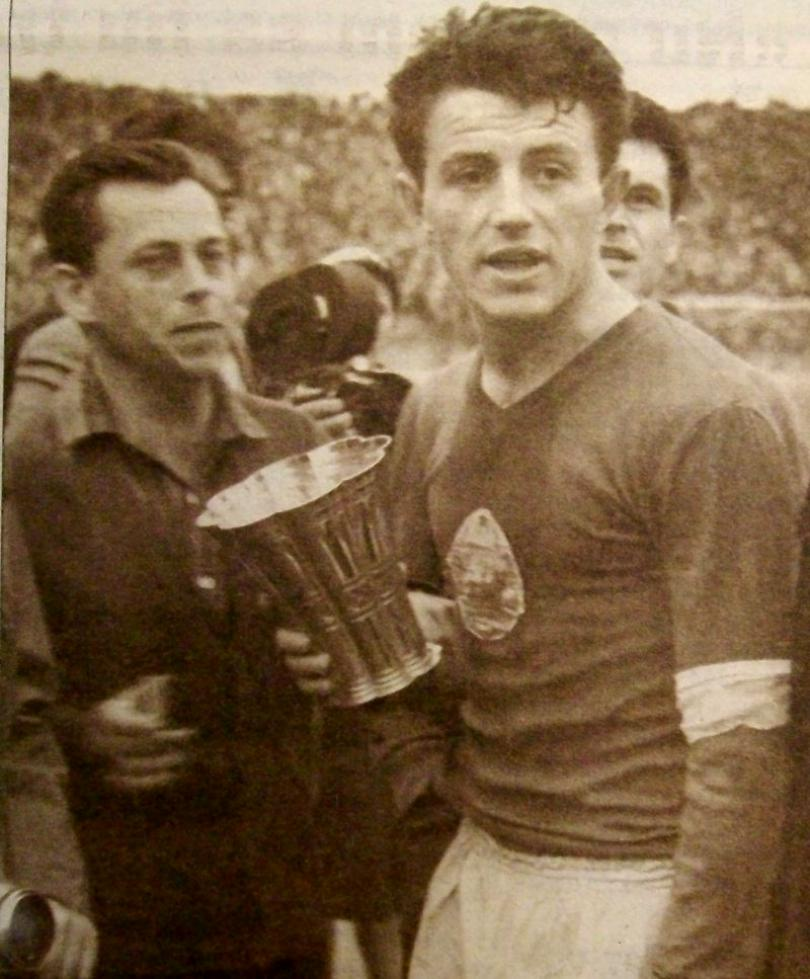
Mircea Petescu, căpitanul echipei de aur a UTA a anilor 1970.

În anul 1965 sunt numiți antrenori Nicolae „Coco” Dumitrescu și Ioan Reinhardt, iar în ediția 1965/66, U.T.A. termină competiția internă pe locul X, dar se califică, din nou, în finala Cupei României, finală pe care, însă, o va pierde cu scorul de 0 - 4, împotriva echipei Steaua București. Echipa din finala cupei a fost: Carol Weichelt, Gavril Birău, Dumitru Chivu, Hristos Mețcas, Ioan Igna, Vasile Jac, Emil Floruț, Nicolae Pantea, Flavius Domide, Mihai Țîrlea, Mircea Axente, Ladislau Petschovski.
În ediția 1966/67 a campionatului intern ocupă poziția XI. În același interval participă la ediția a V-a a Cupei Balcanice, în Seria I cu Cerno More Varna, Partizani Tirana și Fenerbahçe Istanbul. U.T.A. are o comportare modestă și reușește doar o victorie din șase meciuri, împotriva echipei Fenerbahçe Istanbul, la Arad, scor 1 - 0.
În ediția 1967/68 ocupă locul IV la final.

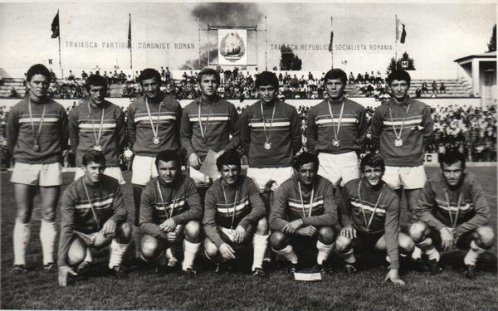
UTA Arad campioana României (1969–1970)

În ediția de campionat 1968/69 devine pentru a cincea oară campioană a țarii. Lotul de jucători a fost: Gheorghe Gornea, Ion Bătrîna, Gavril Birău, Bakos, Ștefan Czako, Mircea Axente, Jenö Pozsonyi, Petre Șchiopu, Mircea Petescu, Flavius Domide, Iosif Lereter, Ilie Moț, Viorel Sima, Ladislau Brosovszky, Florian Dumitrescu, Brîndescu, Atodiresei, Bodea
În ediția de campionat 1969/70, U.T.A. căștigă cel de-al șaselea titlu de campioană a României și participă pentru prima oară în Cupa Campionilor Europeni, fiind, însă, învinsă în primul tur de Legia Varșovia (1-2 și 0-8).
În ediția 1970/71 ocupă locul IV și participă din nou în Cupa Campionilor Europeni, reușind performanța de a elimina deținătoarea trofeului la acea dată, Feyenoord Rotterdam după un 1-1 la Rotterdam și 0-0 la Arad. Lotul titularilor din dubla cu Feyenoord Rotterdam a fost: Gheorghe Gornea, Gavril Birău, Iosif Lereter, Mircea Axente, Jenö Pozsonyi, Mircea Petescu, Flavius Domide, Dumitru Calinin, Ladislau Brosovszky, Otto Dembrovski, Florian Dumitrescu. Rezerve: Ion Bătrîna, Petre Șchiopu, Viorel Sima, Ștefan Czako.
Înaintea meciului din Olanda, jucătorii lui Feyenoord Rotterdam, campioni intercontinentali la acea dată, au fost amuzați de valoarea și aspectul echipei arădene: 
```

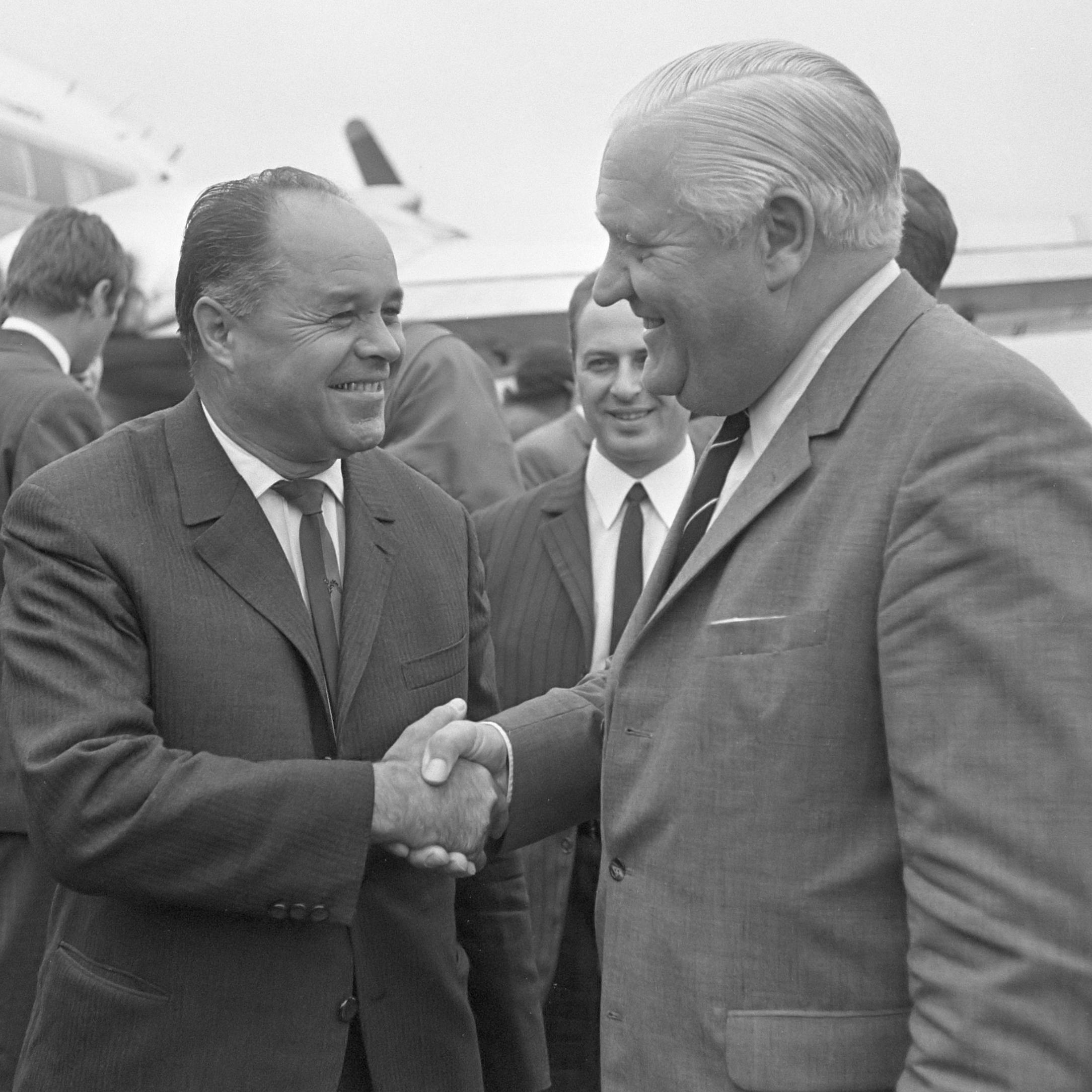
Nicolae "Coco" Dumitrescu (stânga), fost jucător și manager al UTA.

Ne-au luat la mișto când au văzut cum eram îmbrăcați. Au vrut să ne dea echipament din cap până în picioare. Până la urmă, am jucat cu bocanci, jambiere și șorturi de la ei, și cu tricourile noastre
, își aducea aminte Gavril Birău. Dar pe teren situația a fost diferită, deoarece Florian Dumitrescu a deschis scorul în minutul 14: 
Eu i-am centrat, iar el a reluat cu capul din careu, deși nu excela la loviturile de cap.
 își amintea Mircea Axente. 
A egalat apoi Jansen în minutul 25 și 1-1 a rămas pînă la sfîrșit, cu tot asaltul olandezilor la poarta lui Gornea și în disperarea celor aproape 70.000 de spectatori.
 descria antrenorul Nicolae „Coco” Dumitrescu.
[
10
]
```

Înaintea returului de la Arad, programat pe 30 septembrie 1970, exact la un an de la umilința din Varșovia, Ernst Happel, antrenorul austriac al lui Feyenoord declara: O calificare a românilor în dauna noastră ar echivala cu a opta minune a lumii. Meciul s-a încheiat 0-0, astfel UTA, susținută de peste 20.000 de oameni, și, datorită golului marcat în deplasare, se califica mai departe. După meci, suporterii arădeni îi scandau antrenorului lui Feyenoord, în fața hotelului Astoria: Happel, Happel, Ha, Ha, Ha!.
În turul doi UTA a fost eliminată din competiție de Steaua Roșie Belgrad (0-3, 1-3).
În ediția 1971/72 devine vice-campioană a României și participă în Cupa UEFA, ajungând până în faza sferturilor după ce a depășit formațiile Austria Salzburg (4-1, 1-3), Zagłębie Wałbrzych (1-1, 2-1) și Vitória Setúbal (3-0, 0-1). A fost eliminată în sferturi de Tottenham Hotspur (0-2, 1-1). Această performanță de a ajunge în sferturile competiției a reprezentat prima sclipire românească în Cupa UEFA.
În ediția 1972/73 ocupă locul IX în campionatul intern și participă pentru a doua oară în Cupa UEFA, fiind însă eliminată în primul tur de echipa suedeză IFK Norrköping.
În edițiile următoare U.T.A. ocupă următoarele poziții la finele campionatului: 1973/74 - V, 1974/75 - VIII, 1975/76 - XV, 1976/77 - XII și 1977/78 - X.

### Declinul

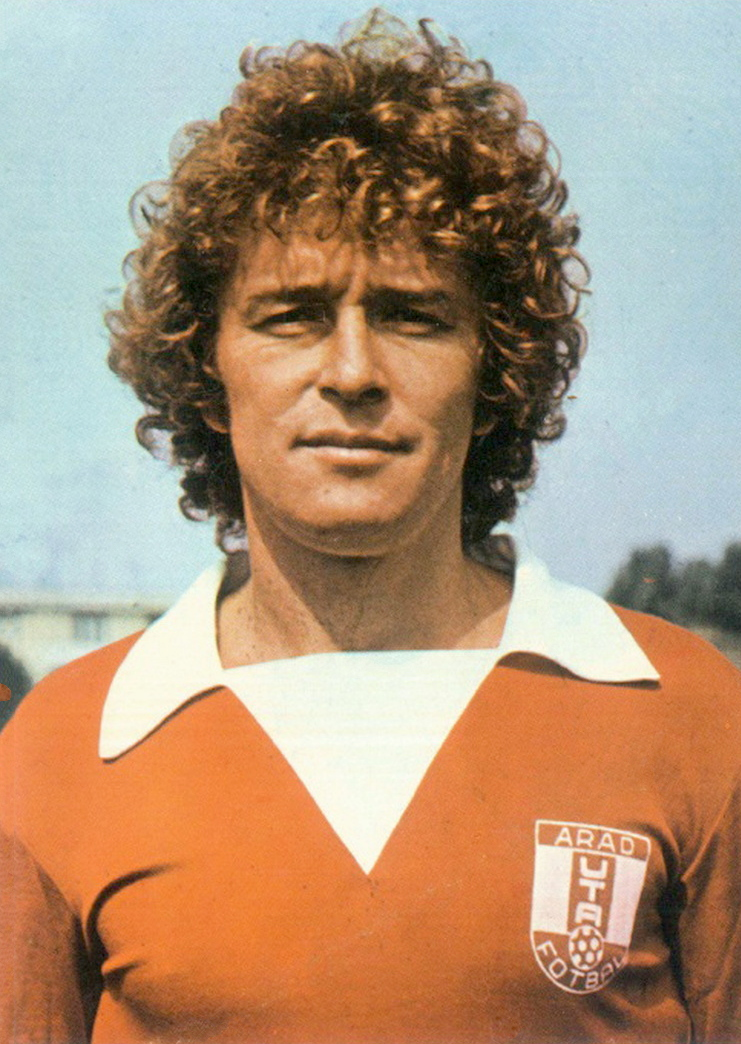
Flavius Domide și-a petrecut întreaga carieră la UTA din 1966 până în 1979.

Declinul început în ediția 1975/76, se concretizează cu un loc XVII în ediția 1978/79, astfel U.T.A. retrogradează pentru prima dată în istorie în Divizia B.
După ce a încheiat sezonul 1979–80 pe locul 3 în Seria a III-a a Diviziei B, UTA a revenit în Divizia A, după două sezoane petrecute în eșalonul secund. Sub conducerea antrenorului Ștefan Czako, echipa a reușit să ocupe primul loc în Seria a III-a în ediția 1980–81. Formula de bază îi includea pe Duckadam — Bîtea, Kukla, Hirmler, Giurgiu — Șchiopu, Vaczi, Mușat — Cura, Csordaș, Tisza (Coraș). Din lot au mai făcut parte Lovaș, Vuia, Marcu, Iova, Takats, Vușcan, Bodi și Țirban. Prezența pe prima scenă a durat doar un sezon, UTA retrogradând după ce a încheiat campionatul 1981–82 pe locul 17 în Divizia A.
În următoarele două ediții de campionat, în Divizia B, ocupă pozițiile: II în 1982/83 și V în 1983/84, cînd, din lotul echipei antrenată de Gavril Birău și Flavius Domide au făcut parte: Lovas, Bubela, Bodi, Gheorghieș, Gal, Hirmler, Gaie, Csodras, Țîrlea, Vaczi, Vânăoru, Găman, Tisa, Iliescu, Lupău, Roxin, Corec, Vuia, Cigan, Lalu, Leac, Terek, Țucudean, Negrău, Varșandan.
În vara anului 1984, U.T.A. devine club de fotbal muncitoresc, adoptând denumirea de F.C.M. U.T. Arad.
Între anii 1984 și 1991, F.C.M. U.T. Arad ocupă următoarele poziții în Seria a III-a a Diviziei B: XIII în 1984/85, IV în 1985/86, X în 1986/87, III în 1987/88, II în 1988/89, II în 1989/90, V în 1990/91.
Iar în Seria a II-a a ligii secunde ocupă locurile: II în 1991/92, I în 1992/93.
După promovare reușește să se mențină doar doi ani în Liga Națională, ocupând locurile XI în ediția 1993/94 și locul XVIII în ediția 1994/95, retrogradând din nou în liga secundă.
Între anii 1995 și 2002, U.T.A. ocupă următoarele poziții în Seria a II-a a diviziei secunde: V în 1995/96, XIII în 1996/97, XI în 1997/98, II în 1998/99, VI în 1999/2000, VII în 2000/01 și I în 2001/02.
În vara anului 1999, F.C.M. UTA Arad dispută un meci de baraj la Alba-Iulia împotriva echipei Rocar București, pentru promovare în Divizia A, meci pierdut cu 0 - 2. Antrenorul Francisc Tisza a aliniat următoarea formație: Pap - Diaconescu, Botiș, G. Radu ('50 Ciubăncan), Găman ('76 Baciu), Cristian Panin - Todea, Almașan, Zaha - Mariș, Claudiu Drăgan ('69 Turcan).
În ediția 2002/03 a Diviziei A se clasează pe locul XVI și retrogradează, după doar un an petrecut în Divizia A, în Divizia B.
În campionatul 2003/04, ocupă locul V al Seriei a III-a a Diviziei B, iar în campionatul 2004/05 ocupă locul XI la finalul competiției în aceeași serie.
În ediția de campionat 2005/06, U.T.A. termină campionatul pe locul XVI al Seriei a III-a a Diviziei B, retrogradând pentru prima dată în istorie în Divizia C.
F.C.M. UTA Arad, însă nu va juca în Divizia C deoarece, în urma unui acord de cesiune, cu echipa CF Liberty Oradea, UTA va prelua locul celei din urmă în Liga I, urmând ca echipa CF Liberty Oradea să evolueze în eșalonul trei al campionatului.
Astfel, calificată în Liga I, în sezonul 2006/07, președintele clubului Nicolae Bara l-a adus antrenor pe Marius Lăcătuș, iar sub conducerea acestuia, UTA ocupă la finalul sezonului locul XII.
Marius Lăcătuș își prezintă demisia la 1 octombrie 2007, iar la sfârșitul sezonului sezonul 2007/08 UTA, antrenată de Roland Nagy și finanțată de Nicolae Bara și Sandu Ion, ocupă locul XVII și retrogradează din nou în Liga a II-a.
În Liga a II-a, seria a II-a (seria de vest) a ocupat următoarele poziții: IX în 2008-2009, IV în 2009-2010, VIII în 2010-2011 (după o penalizare de 12 puncte), IV în 2011-2012 și IV în 2012-2013.

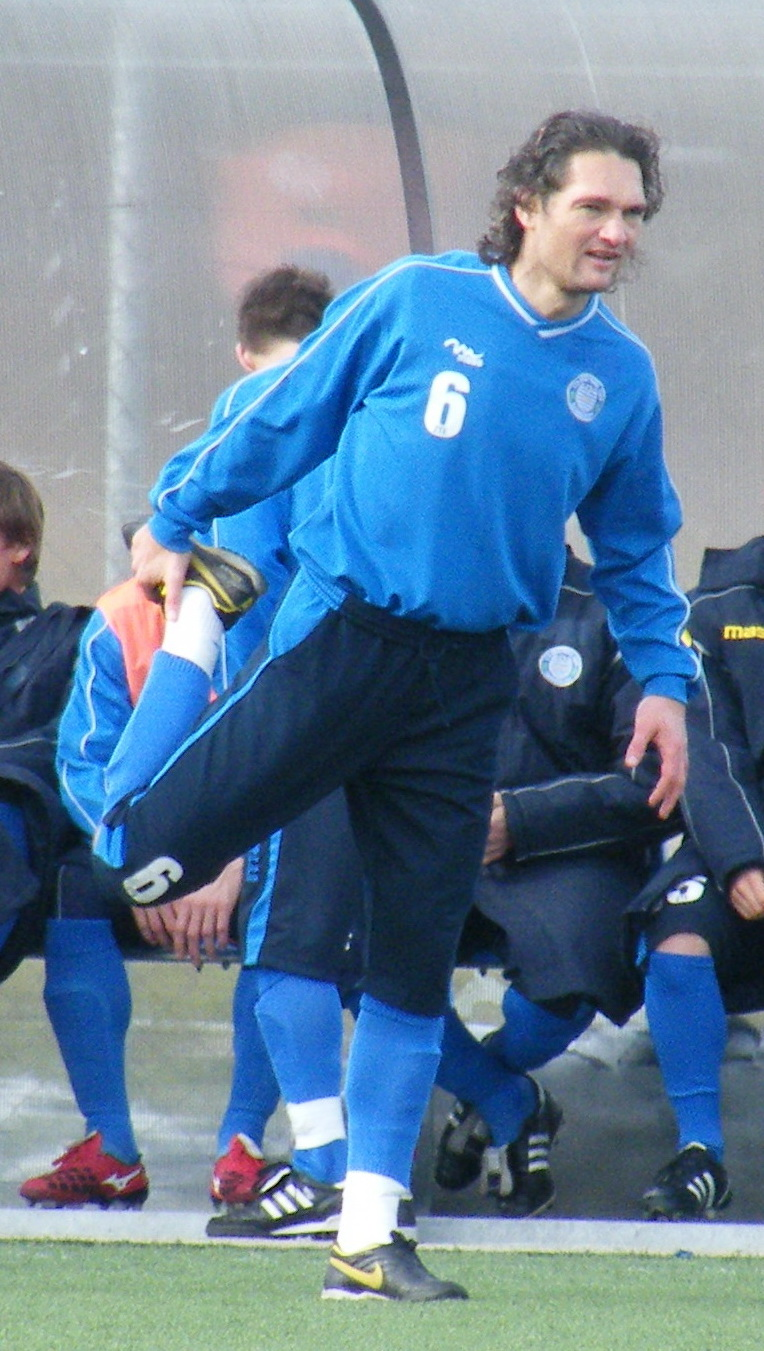
Sorin Botiș, fost căpitan și unul dintre principalii artizani ai revenirii echipei în Liga II.

În august 2013, omul de afaceri clujean Adrian Marțian a preluat pachetul majoritar de acțiuni de la Giovanni Catanzariti, promițând redresarea situației financiare de la club și aducerea de rezultate, dar până în luna noiembrie a reușit să piardă sprijinul suporterilor arădeni și a fostelor legende ale clubului, Flavius Domide solicitându-i să predea actele clubului unor oameni competenți din Arad. O altă echipă, susținută de o parte din fanii UTA-ei, numită UTA Bătrâna Doamnă, fondată în 2013 de către fostul jucător Marius Țucudean a fost înscrisă în Liga a IV-a în locul UTA II, primind în martie 2014 de la Suporter Club UTA drepturile federative, sigla, palmaresul și culorile UTA-ei, devenind oficial UTA Arad. Echipa din Liga a II-a a fost nevoită să își schimbe numele în FC UTA SA. La final sezonului 2013-2014 din Liga a II-a, UTA SA a fost exclusă din campionat de FRF pentru neprezentarea la două meciuri și retrogradată în Liga a VI-a, unde nu s-a mai înscris, prin urmare, desființându-se. UTA Bătrâna Doamnă, devenită UTA, a promovat în Liga a III-a.
În sezonul 2014/15, UTA avea sa promoveze în Liga 2 Seria Vest. La sfârșitul sezonului 2015/16, formația arădeană avea să se claseze pe locul 3, loc care ducea la barajul de promovare. "Bătrâna Doamnă" avea să înfrunte Dunărea Călărași în drumul spre Liga 1, ceea ce avea să și realizeze. În următoarele două meciuri din baraj, UTA a jucat împotriva echipei din Ilfov, FC Voluntari. Din nefericire pentru arădeni, aceștia au pierdut lupta pentru promovare din acel sezon.
În sezonul 2016/2017, Liga 2 Seria Vest și Est s-au unit, formând un singur campionat de ligă secundă. UTA a terminat la sfârșitul campionatului din nou pe locul 3, același loc care ducea din nou la baraj de promovare care avea să se joace împotriva formației din orașul rival, ACS Poli Timișoara, barajul fiind pierdut după un 1-2 pe Stadionul Dan Păltinișanu, și un 1-3 pe Stadionul Șiria.
Următoarele două sezoane (2017/2018 și 2018/2019) aveau să fie groaznice din punct de vedere sportiv, UTA terminând pe locul 12, respectiv locul 13.

### Promovarea
După 12 ani de secetă din punct de vedere sportiv, în sezonul 2019/2020 UTA avea să termine pe primul loc într-un sezon de Liga 2 plin de echipe de tradiție precum: Rapid București, Politehnica Timișoara, Petrolul Ploiești, Universitatea Cluj, Ripensia Timișoara, Farul Constanța și Argeș Pitești, cea din urmă promovând împreună cu UTA de pe locul 2 în urma unui 'Play-Off' organizat de către FRF, un 'Play-Off' care avea să înjumătățească punctele echipelor clasate la acea vreme în grupa de promovare.
La revenirea în prima ligă, UTA își inaugurează totodată noul stadion Stadionul Francisc Neuman într-un meci acasă cu FC Voluntari pe 28 august 2020. În campionat, echipa reușește evoluții bune pentru o nou-promovată și termină sezonul regular pe locul 10 din 16 cu 37 de puncte. Un lucru bizar însă a fost faptul că majoritatea punctelor au fost obținute în deplasare, echipa reușind doar două victorii pe propriul teren. Într-un clasament al jocurilor de acasă, UTA se afla pe ultimul loc cu doar 11 puncte acumulate, pe când în clasamentul jocurilor din deplasare, echipa se afla pe locul 4 cu 26 de puncte. În play-out, Arădenii nu au emoțiile retrogradării, clasându-se la final pe locul 2 (locul 8 la general), însă nu participă în barajul pentru Europa Conference League deoarece echipa nu deținea licența pentru cupele europene.

## Nume
| Nume                       | Perioada     |
| ITA Arad                   | 1945–1949    |
| Flamura Roșie Arad         | 1950–1957    |
| FCM UTA Arad               | 1958–2014    |
| AS UTA Bătrâna Doamnă Arad | 2014–2017    |
| UTA Arad                   | 2017–prezent |

## Stadion

Noul stadion al echipei UTA.

Cunoscut și ca Stadionul UTA, Stadionul Francisc von Neuman a fost construit între anii 1940 și 1946. Stadionul avea 7.287 de locuri. Începând cu 2014, stadionul a intrat într-un proces de demolare, pentru a fi construit un nou stadion mai mare și mai modern în loc.
Pe parcursul lucrărilor la noul stadion, UTA și-a disputat meciurile de acasă pe Stadionul Motorul.
Din sezonul 2020-2021, o dată cu accederea în primul eșalon al fotbalului românesc, UTA a revenit pe Stadionul Francisc Neuman. Echipa arădeană avea să revină acasă după 7 ani în care a jucat pe Stadionul Motorul și Stadionul din Șiria.
Noul stadion se află în categoria a IV-a UEFA, cea mai mare categorie a forului continental. Aici se pot juca meciuri din UEFA Champions League, UEFA Europa League și UEFA Europa Conference League.
Casa echipei UTA are în prezent 11.500 de locuri, având tribunele și peluzele acoperite.

## Suporteri
Având un palmares deosebit, UTA este una din cele mai iubite echipe de fotbal din țară. Ultras Arad reprezintă denumirea peluzei în care activează suporterii echipei UTA Arad, grupurile active sunt Neuman’s Arad, Red Boys Crew, Red Ladies, Red Code Arad și Out of Control. Primul grup a luat ființă în anul 1996, numit Red Fighters, pe parcurs apărând și alte grupări cunoscute, precum SUR, RASA, Directivo Ultra și Commando Hooligans.Echipa arădeană este una dintre puținele echipe ale căror culori, palmares și siglă sunt deținute de către fani, prin asociația Suporter Club UTA. Principala rivală a UTA-ei este Politehnica Timișoara, această rivalitate denumindu-se Derbiul Vestului.
UTA mai are derby-uri de tradiție și împotriva echipelor Rapid București, Dinamo București și Universitatea Cluj
Galeria UTA-ei este înfrățită cu galeria echipelor Corvinul Hunedoara și CSA Steaua.

## Palmares

### Seniori
| Competiții naționale | Competiții internaționale                                                                          |
| Superliga României Campioană (6): 1946-1947, 1947-1948, 1950, 1954, 1968-1969, 1969-1970 Vicecampioană (1): 1971-1972 Liga a II-a Campioană (4): 1980-1981, 1992-1993, 2001-2002, 2019-2020 Vicecampioană (5): 1982–1983, 1988–1989, 1989–1990, 1991–1992, 1998–1999 Cupa României Câștigătoare (2): 1947-1948, 1953 Finalistă (2): 1950, 1965-1966 | UEFA Champions League - A doua rundă: 1970-1971 UEFA Europa League - Sferturi de finală: 1971-1972 |

### Juniori
Campioană a României (5): 1957/58, 1958/59, 1968/69, 1995/96, 2000/01
Vicecampioană a României (1): 1959/60

### Recorduri
- Cea mai categorică victorie: 12-0 cu Jiul Petroșani (ediția 1947/48).
- Cea mai severă înfrângere: 0-9 cu Petrolul Ploiești (ediția 1956).

### Istoric - Finale jucate în Cupa României
| Sezon       | Finala                             | Scor | Data              | Stadion    | Localitate | Arbitru                                                            | Locul de origine al arbitrului | Marcatori | Componența echipelor |
| ----------- | ---------------------------------- | ---- | ----------------- | ---------- | ---------- | ------------------------------------------------------------------ | ------------------------------ | --- | --- |
| 1947 / 1948 | I.T. Arad - CFR Timișoara          | 3-2  | 15 august 1948    | UCB Venus  | București  | Emil Kroner                                                        | București                      | IT Arad - Adalbert Kovacs ('38); Ioan Reinhardt ('56); Gheorghe Băcuț ('82); CFR Timișoara - Iosif Kovacs ('07); Constantin Woronkowski ('08); | IT Arad - Alexandru Marky; Moise Vass; Zoltan Farmati; Gheorghe Băcuț; Adalbert Pall; Iosif Petschovski; Adalbert Kovacs; Ioan Reinhardt; Ladislau Bonyhadi; Ion Stiebinger; Nicolae Dumitrescu; CFR Timișora - Aurel Boroș; Ioan Barna; Ștefan Rodeanu; Petre Cojereanu; Iosif Ritter; Constantin Woronkowski; Gheorghe Monyak; Nicolae Reuter; Iosif Kovacs; Emil Avasilichioaie; Petru Bădeanțu;                                   |
| 1950        | CCA București - Flamura Roșie Arad | 3-1  | 26 noiembrie 1950 | Republicii | București  | Andrei Boloni, Arbitri Asistenți - Konstandatos, Dumitru Dimulescu | București                      | CCA București - Alexandru Apolzan('44 - pen.); Nicolae Roman ('72); Petre Moldoveanu ('90); Flamura Roșie Arad - Andrei Mercea ('89)           | CCA București - Ion Voinescu; Vasile Zavoda; Alexandru Apolzan; Ștefan Rodeanu; Ștefan Balint; Tiberiu Bone; Francisc Zavoda; Nicolae Roman; Nicolae Drăgan; Gavril Serfözö; Petre Moldoveanu; Flamura Roșie Arad - Alexandru Marky; Moise Vass; Adalbert Pall; Zoltan Farmati; Iosif Petschovski; Ladislau Băcuț II; Silviu Boitoș; Andrei Mercea; Mihai Carpineț; Ioan Reinhardt; Nicolae Dumitrescu                                |
| 1953        | Flamura Roșie Arad - CCA București | 1-0  | 29 noiembrie 1953 | 23 August  | București  | Mihai Popa, Arbitri Asistenți - Solomon Segal, Dumitru Dimulescu   | București                      | Flamura Roșie Arad - Gheorghe Vaczi('110); | Flamura Roșie Arad - Francisc Kiss; Gavril Szücs; József Kapás; Zoltan Farmati; Mihai Carpineț; Gavril Serfözö; Nicolae Popa; Gheorghe Váczi; Adalbert Kovacs; Andrei Mercea; Nicolae Dumitrescu; Mircea Popovici; Gheorghe Lupeș; CFR Timișora - Aurel Boroș; Ioan Barna; Ștefan Rodeanu; Petre Cojereanu; Iosif Ritter; Constantin Woronkowski; Gheorghe Monyak; Nicolae Reuter; Iosif Kovacs; Emil Avasilichioaie; Petru Bădeanțu; |
| 1965 / 1966 | Steaua București - U.T. Arad       | 4-0  | 17 iulie 1966     | 23 August  | București  | Erwin Vetter                                                       | Germania                       | Steaua București - Gavril Raksi ('63; '70); Florea Voinea ('75); Lajos Sătmăreanu ('88);                                                       | Steaua București - Vasile Suciu; Mircea Petescu; Emerich Jenei; Dumitru Nicolae; Lajos Sătmăreanu; Vasile Negrea; Dumitru Popescu; Sorin Avram; Gheorghe Constantin; Florea Voinea; Gavril Raksi; Carol Hajdu; UT Arad - Carol Weichelt; Gavril Birău; Dumitru Chivu; Hristos Mețcas; Ioan Igna; Vasile Jac; Emil Floruț; Nicolae Pantea; Flavius Domide; Mihai Țîrlea; Mircea Axente; Ladislau Petschovski III                       |

### Participări în competiții internaționale
Cupa Balcanică: 1966/67 în Seria I
15 iunie 1966: Cerno More Varna 3-1,
(2-0) U.T. Arad 
4 iulie 1966: U.T. Arad 1-2,
(0-0) Partizani Tirana
26 octombrie 1966: Fenerbahçe Istanbul 3-1,
(2-0) U.T. Arad 
3 decembrie 1966: Partizani Tirana 2-0,
(1-0) U.T. Arad 
19 martie 1967: U.T. Arad 0-2,
(0-0) Cerno More Varna
13 august 1967: U.T. Arad 1-0,
(0-0) Fenerbahçe Istanbul
| Sezon   | Competiție                | Tur | Țara          | Club                 | Scor     | Marcatori UTA                    | Puncte UEFA |
| ------- | ------------------------- | --- | ------------- | -------------------- | -------- | -------------------------------- | ----------- |
| 1969/70 | Cupa Campionilor Europeni | 1   | Polonia       | Legia Varșovia       | 1-2, 0-8 | Domide                           | 0.0         |
| 1970/71 | Cupa Campionilor Europeni | 1   | Țările de Jos | Feyenoord Rotterdam  | 1-1, 0-0 | Fl. Dumitrescu                   | 2.0         |
|         |                           | 2   | Iugoslavia    | Steaua Roșie Belgrad | 0-3, 1-3 | Brosovszky                       | 2.0         |
| 1971/72 | Cupa UEFA                 | 1   | Austria       | Austria Salzburg     | 4-1, 1-3 | Kun II, Brosovszky, Both, Domide | 9.0         |
|         |                           | 2   | Polonia       | Zagłębie Wałbrzych   | 1-1, 2-1 | Brosovszky, Domide, Kun II       | 9.0         |
|         |                           | 1/8 | Portugalia    | Vitória Setúbal      | 3-0, 0-1 | Domide, Sima, Kun II             | 9.0         |
|         |                           | 1/4 | Anglia        | Tottenham Hotspur    | 0-2, 1-1 | Domide                           | 9.0         |
| 1972/73 | Cupa UEFA                 | 1   | Suedia        | IFK Norrköping       | 1-2, 0-2 | Brosovszky                       | 0.0         |

Total puncte pentru coeficientul UEFA: 11.0

## Recorduri
- UTA deține recordul pentru cele mai multe goluri înscrise într-un sezon de Superliga României. Aceștia au reușit să înscrie 129 de goluri în sezonul 1947-1948 al primului eșalon românesc[26].
- Ladislau Bonyhádi deține recordul pentru cele mai multe goluri înscrise de un jucător într-un sezon de Superliga României, acesta marcând în sezonul 1947-1948 de 49 de ori[27].
- UTA a fost supranumită „Campioana Provinciei”, deoarece pentru multă vreme aceasta a fost echipa din afara Bucureștiului cu cele mai multe titluri de campioană a României, 6 la număr, la egalitate cu Chinezul Timișoara. Doar recent, în sezonul 2019-2020 clubul CFR Cluj a egalat performanța UTA-ei și a Chinezului, depășind la titluri pe acestea in sezonul 2020-2021.

### Parcursul competițional
| Sezon   | Nivel | Divizie                     | Poziție  | Cupa României |
| ------- | ----- | --------------------------- | -------- | ------------- |
| 2025-26 | 1     | SuperLiga României          | TBD      | TBD           |
| 2024–25 | 1     | SuperLiga României          | 10       | Faza grupelor |
| 2023–24 | 1     | SuperLiga României          | 7        | Faza grupelor |
| 2022–23 | 1     | SuperLiga României          | 13 (O)   | Semifinale    |
| 2021–22 | 1     | Liga I                      | 11       | Șaisprezecimi |
| 2020–21 | 1     | Liga I                      | 8        | Șaisprezecimi |
| 2019–20 | 2     | Liga a II-a                 | 1 (C, P) | Șaisprezecimi |
| 2018–19 | 2     | Liga a II-a                 | 13       | Șaisprezecimi |
| 2017–18 | 2     | Liga a II-a                 | 12       | Șaisprezecimi |
| 2016–17 | 2     | Liga a II-a                 | 3        | Turul partu   |
| 2015–16 | 2     | Liga a II-a (Seria a II-a)  | 2        | Șaisprezecimi |
| 2014–15 | 3     | Liga a III-a (Seria a IV-a) | 1 (C, P) | Turul partu   |
| 2013–14 | 2     | Liga a II-a (Seria a II-a)  | 11 (R)   | Turul cinci   |
| 2012–13 | 2     | Liga a II-a (Seria a II-a)  | 4        | Turul cicni   |
| 2011–12 | 2     | Liga a II-a (Seria a II-a)  | 4        | Turul cinci   |
| 2010–11 | 2     | Liga a II-a (Seria a II-a)  | 8        | Turul partu   |
| 2009–10 | 2     | Liga a II-a (Seria a II-a)  | 4        | Turul cinci   |
| 2008–09 | 2     | Liga a II-a (Seria a II-a)  | 9        | Turul partu   |

| Sezon     | Nivel | Divizie                   | Poziție  | Cupa României |
| --------- | ----- | ------------------------- | -------- | ------------- |
| 2007–08   | 1     | Liga I                    | 17 (R)   | Șaisprezecimi |
| 2006–07   | 1     | Liga I                    | 12       | Optimi        |
| 2005–06   | 2     | Divizia B (Seria a III-a) | 14 (P)   |               |
| 2004–05   | 2     | Divizia B (Seria a III-a) | 11       | Optimi        |
| 2003–04   | 2     | Divizia B (Seria a III-a) | 5        |               |
| 2002–03   | 1     | Divizia A                 | 16 (R)   | Optimi        |
| 2001–02   | 2     | Divizia B (Seria a II-a)  | 1 (C, P) |               |
| 2000–01   | 2     | Divizia B (Seria a II-a)  | 7        |               |
| 1999–2000 | 2     | Divizia B (Seria a II-a)  | 6        |               |
| 1998–99   | 2     | Divizia B (Seria a II-a)  | 2        |               |
| 1997–98   | 2     | Divizia B (Seria a II-a)  | 11       |               |
| 1996–97   | 2     | Divizia B (Seria a II-a)  | 13       |               |
| 1995–96   | 2     | Divizia B (Seria a II-a)  | 5        |               |
| 1994–95   | 1     | Divizia A                 | 18 (R)   | Sferturi      |
| 1993–94   | 1     | Divizia A                 | 11       | Șaisprezecimi |
| 1992–93   | 2     | Divizia B (Seria a II-a)  | 1 (C, P) |               |
| 1991–92   | 2     | Divizia B (Seria a II-a)  | 2        |               |
| 1990–91   | 2     | Divizia B (Seria a III-a) | 5        |               |
| 1989–90   | 2     | Divizia B (Seria a III-a) | 2        |               |

## Lotul actual
La 21 august 2025.
| Nr. |                           | Poziție | Jucător                |
| --- | ------------------------- | ------- | ---------------------- |
|     | Madagascar                | A       | Hakim Abdallah⁠(d)      |
|     | România                   | P       | Robert Popa⁠(d)         |
|     | România                   | A       | Claudiu Negoescu⁠(d)    |
|     | România                   | F       | Cornel Râpă            |
|     | România                   | M       | Luca Mihai⁠(d)          |
|     | Japonia                   | M       | Sota Mino⁠(d)           |
|     | Portugalia                | F       | Diogo Rodrigues⁠(d)     |
|     | România                   | F       | Laurențiu Vlăsceanu⁠(d) |
|     | Jamaica                   | F       | Kemar Lawrence⁠(d)      |
|     | Franța                    | F       | Damien Dussaut⁠(d)      |
|     | Republica Democrată Congo |         | Paul-Jose M'Poku⁠(d)    |
|     | România                   | M       | Ovidiu Popescu         |
|     | România                   |         | Valentin Costache      |
|     | Kenya                     | M       | Eric Johanna Omondi⁠(d) |
|     | Macedonia de Nord         | P       | Dejan Iliev⁠(d)         |
|     | Franța                    | A       | Lamine Ghezali⁠(d)      |

| Nr. |                 | Poziție | Jucător                    |
| --- | --------------- | ------- | -------------------------- |
|     | România         | A       | Marius Coman⁠(d)            |
|     | Belgia          | M       | Benjamin Van Durmen⁠(d)     |
|     | Argentina       | A       | Agustín Vuletich⁠(d)        |
|     | România         | M       | Alexandru Benga            |
|     | Guineea         | F       | Ibrahima Conté⁠(d)          |
|     | Cipru           | M       | Marinos Tzionis⁠(d)         |
|     | Ucraina         | F       | Dmîtro Pospelov⁠(d)         |
|     | Portugalia      | A       | Zé Pedro⁠(d)                |
|     | Ungaria         | A       | Dániel Zsóri⁠(d)            |
|     | Portugalia      | M       | João Pedro Almeida Machado |
|     | România         | M       | George Cîmpanu             |
|     | Nigeria         | A       | Jordan Attah Kadiri⁠(d)     |
|     | Republica Congo | F       | Ravy Tsouka⁠(d)             |
|     | România         | M       | Denis Hrezdac⁠(d)           |
|     | România         | M       | Valentin Borcea⁠(d)         |

### Jucători împrumutați
| Nr. |         | Poziție | Jucător                             |
| --- | ------- | ------- | ----------------------------------- |
|     | România |         | Fabiano Cibi⁠(d) (la CSC Dumbrăvița) |

## Conducere
| Role                           | Name                       |
| ------------------------------ | -------------------------- |
| Proprietar                     | Asociația Suporterilor UTA |
| Președinte                     | Florian Voinea             |
| Director general               | Codru Grădinaru            |
| Director de competiții         | Claudiu Drăgan             |
| Șef centru de copii și juniori | Francisc Tisza             |
| Ofițer de Presă                | Radu Romanescu             |
| Departamentul Social Media     | Sergiu Giurgiu             |

| Rol                  | Nume            |
| -------------------- | --------------- |
| Antrenor principal   | Adrian Mihalcea |
| Antrenor secund      | Sorin Rădoi     |
| Antrenor secund      | Ștefan Boroș    |
| Antrenor cu portarii | Dan Țapoș       |
| Terapeut             | Szolt Nagy      |
| Maseur               | Dan Chiorean    |
| Maseur               | Lilian Ciontu   |
| Preparator fizic     | Bogdan Hetco    |
| Asistență medicală   | Hashem Fallah   |

### Istoric antrenori
| - Zoltán Opata (1946-1947) - Zoltán Blum (1947) - Petre Steinbach (1947-1948) - Francisc Dvorzsák (1950) - Gheorghe Albu (1952) - Coloman Braun-Bogdan (1953–1954) - Ioan Reinhardt (1956, 1960-1962) - Eugen Mladin (1957-1958) - Coloman Braun-Bogdan (1958–1960) - Coloman Braun-Bogdan (1963–1964) - Nicolae "Coco" Dumitrescu (1965–1973) - Nicolae "Coco" Dumitrescu (1975–1976) - Ion "Jackie" Ionescu (1977–1979) - Nicolae "Coco" Dumitrescu (1979) - Ioan Pătrașcu (1981-1983) - Nicolae "Coco" Dumitrescu (1985–1986) - Viorel Mateianu (1988-1989) - Aurel Țicleanu (1991-1992) - Nicolae "Coco" Dumitrescu (1993–1994) - Ion Moldovan (1995) - Ion "Jackie" Ionescu (1996–1997) - Ionuț Popa (1997-1998) - Antonio Antonucci (1999-2000) - Ionuț Popa (iulie 2000-noiembrie 2002) - Radu Nunweiller (ianuarie 2003-17 aprilie 2003) - Costel Pană (18 aprilie 2003-27 iunie 2003) - Ilie Stan (ianuarie 2004-iunie 2004) - Dan Cuedan (iunie 2004-iulie 2004) - Sorin Cigan (iulie 2004-august 2004) - Dan Cuedan (august 2004-septembrie 2004) - Silviu Iorgulescu (septembrie 2004-iunie 2005) - Dan Mănăilă (iulie 2005-octombrie 2005) | - Victor Roșca (octombrie 2005-13 aprilie 2006) - Mircea Petcuț (12 mai 2006–iunie 2006) - Marius Lăcătuș (27 iunie 2006-1 octombrie 2007) - Roland Nagy (1 octombrie 2007–17 octombrie 2007) - Marin Barbu (17 octombrie 2007-18 martie 2008) - Gabriel Stan (19 martie 2008-18 aprilie 2008) - Roland Nagy (19 aprilie 2008-25 aprilie 2008) - Ionuț Chirilă (25 aprilie 2008-iunie 2009) - Ionuț Popa (iulie 2009-iunie 2010) - Roland Nagy (iulie 2010-aprilie 2012) - Adrian Falub (aprilie 2012-iulie 2013) - Eugen Trică (septembrie 2013-februarie 2014) - Adrian Falub (februarie 2014-martie 2014) - Stelian Gherman (martie 2014-aprilie 2014) - Florin Voinea (aprilie 2014–iunie 2015) - Roland Nagy (iulie 2015-octombrie 2016) - Laurențiu Roșu (octombrie 2016–iunie 2017) - Adrian Mihalcea (iunie 2017-septembrie 2017) - Adrian Falub (septembrie 2017) - Cristian Todea (septembrie 2017-aprilie 2018) - Ionuț Popa (aprilie 2018-iunie 2019) - László Balint (iulie 2019-ianuarie 2022) - Ionuț Badea (ianuarie 2022-mai 2022) - Ilie Poenaru (mai 2022-noiembrie 2022) - László Balint (noiembrie 2022-aprilie 2023) - Mircea Rednic (aprilie 2023-mai 2025) - Adrian Mihalcea (iunie 2025-) |

## Personalități
UTA a dat naștere unor nume legendare ca: Iosif Petschovski, Zoltan Farmati, Ladislau Bonyhadi, Nicolae „Coco” Dumitrescu, Emerich Jenei, Ion Pîrcălab, Ioan Igna, Ladislau Brosovszky, Flavius Domide, Helmuth Duckadam, Marcel Coraș, Silviu Iorgulescu.
Peste 40 de jucători care au evoluat de-a lungul anilor la UTA au îmbrăcat și tricoul echipei naționale de fotbal a României. Dintre aceștia, cei mai reprezentativi sunt:
| - Ladislau Bonyhádi, - Iosif Petschovski, - Gheorghe Vaczi, - Zoltan Farmati, - Nicolae „Coco” Dumitrescu, - Andrei Mercea, - Ladislau Brosovszky, - Flavius Domide, - Gheorghe Gornea, - Marcel Coraș, - Helmuth Duckadam, - Dennis Man, | - George Țucudean - Adrian Petre - Dan Stupar - Ungur Adrian - Dumitru Mitu - Cristian Panin - Sorin Botiș - Cristian Todea - Grad Marius - Gaica Sandu - Tisza Francisc |

### Golgheteri ai campionatului intern
- 1946/47 - Ladislau Bonyhádi - 26 goluri
- 1947/48 - Ladislau Bonyhádi - 49 goluri

### Golgheteri "all-time"
- 100 goluri - Ladislau Brosovszky
- 81 goluri - Ladislau Bonyhádi
- 80 goluri - Mihai Țîrlea
- 75 goluri - Flavius Domide
- 68 goluri - Iosif Petschovski

### Cele mai multe partide înCampionatul Național
- 342 meciuri - Flavius Domide (1966-1979)
- 319 meciuri - Gavril Biró (1965-1976)
- 314 meciuri - Ladislau Brosovszky (1968-1979)
- 287 meciuri - József Kapás (1950-1964)
- 287 meciuri - Mircea Axente (1964-1976)
- 244 meciuri - Jenö Pozsonyi (1967-1976)
- 232 meciuri - Stefan Kukla (1966-1982)
- 221 meciuri - Iosif Petschovski (1946-1961)
- 217 meciuri - Hristos Mețcas (1958-1968)
- 216 meciuri - Gavril Szücs (1953-1962)
- 206 meciuri - Mihai Țîrlea (1957-1968)
- 201 meciuri - Andrei Mercea (1946- 1958)
- 195 meciuri - Zoltan Farmati (1947-1959)
- 183 meciuri - Dorel Cura (1972-1982)
- 182 meciuri - Mircea Petescu (1959-1973)
- 180 meciuri - Erhardt Schepp (1969-1979)